# Nsima Peter
Nsima Peter (ur. 28 grudnia 1988) – nigeryjski piłkarz grający na pozycji napastnika.

## Życiorys

### Kariera klubowa
Peter jest wychowankiem klubu Wikki Tourists FC. W 2011 roku rozpoczął swoją karierę piłkarską w klubie Kristianstads FF, a w swoim debiucie zanotował hat-tricka w meczu z IK Oddevold. Grał w drużynie przez dwa lata. W 2013 podpisał kontrakt z Varbergs BoIS.
Następnie występował w klubie IK Frej.
1 stycznia 2019 przeszedł do Falkenbergs FF, kwota bez odstępnego.
| Sezon | Klub            | Kraj    | Rozgrywki   | Mecze | Gole |
| ----- | --------------- | ------- | ----------- | ----- | ---- |
| 2011  | Kristianstad FC | Szwecja | Division 1  | 19    | 10   |
| 2012  | Kristianstad FC | Szwecja | Division 1  | 24    | 9    |
| 2013  | Varbergs BoIS   | Szwecja | Superettan  | 19    | 2    |
| 2014  | Varbergs BoIS   | Szwecja | Superettan  | 23    | 8    |
| 2015  | Varbergs BoIS   | Szwecja | Superettan  | 27    | 7    |
| 2016  | Varbergs BoIS   | Szwecja | Superettan  | 26    | 10   |
| 2017  | IK Frej         | Szwecja | Superettan  | 26    | 8    |
| 2018  | IK Frej         | Szwecja | Superettan  | 24    | 10   |
| 2019  | Falkenbergs FF  | Szwecja | Allsvenskan | 23    | 4    |
| 2020  | Falkenbergs FF  | Szwecja | Allsvenskan | 0     | 0    |